# Newton Kara-José
Newton Kara-José (Neves Paulista, 9 de julho de 1938) é um médico oftalmologista e professor universitário brasileiro. Descendente de sírios e libaneses, coordenou importantes campanhas de saúde ocular, como o "Projeto Catarata" (para a realização de cirurgias em população com catarata de baixa renda e com dificuldades de acesso a serviços médicos) e o "Projeto Olho no Olho - Campanha Nacional de Prevenção a Cegueira e Reabilitação Visual" (que realizou exames oftalmológicos completos em crianças da 1ª série do Ensino Fundamental e doação de óculos).

## Formação acadêmica
Newton Kara-José graduou-se pela Faculdade de Medicina da Universidade do Brasil (hoje Universidade Federal do Rio de Janeiro - UFRJ), em 1963, com especialização em oftalmologia. 
Concluiu o doutorado em Oftalmologia pela Faculdade de Medicina da Universidade de São Paulo (FMUSP) com a tese "Penetração de alguns antibióticos em estruturas do aparelho visual humano" (em 1972) e obteve o título de Livre-docente pela FMUSP com a tese "Indução da secreção lacrimal pelo Isoproterenol" (em 1977). Foi assistente (1965-1976), professor assistente (1976-1983), professor adjunto (1983-1998), professor regente (1997) e, após concurso, professor titular da disciplina de Oftalmologia na da FMUSP (de 1998 a 2008). Após sua aposentadoria, recebeu o título de Professor Emérito da mesma faculdade.
Ingressou como professor na Universidade Estadual de Campinas (UNICAMP) em 1977 e foi chefe do Departamento de Oftalmologia da Faculdade de Ciências Médicas.

## Homenagens e prêmios
- Título de Cidadão Paulistano pela Câmara Municipal de São Paulo, em 18 de abril de 2016.[4]
- IAPB (International Agency for the Prevention of Blindness) - Vision 20/20 Francisco Contreras Award, Pan-American Association of Ophthalmology, 2015.[5]
- Gradle Medal for Good Teaching, Pan-American Association of Ophthalmology, 2013.[6]
- Prêmio Prevenção da Cegueira, melhor trabalho do XIX Congresso de Prevenção da Cegueira e Reabilitação Visual, Conselho Brasileiro de Oftalmologia, 2010.[7]
- Prêmio Prevenção da Cegueira, 1994.[7]
- The Spirit of Helen Keller Award (Helen Keller International Award),Helen Keller International, 1991.[8]
- Prêmio Humanitário Lions (The Lions Humanitarian Award), da Lions Clubs International Foundation, 1989-1990.[9]